# 野良レンジャー
野良レンジャー（のらレンジャー）は、吉本興業（吉本興業福岡支社）に所属する首藤将太と竹尾悠兵からなる日本のお笑いコンビ。2008年結成。よしもと大分県住みます芸人。

## メンバー
首藤 将太（しゅとう しょうた、1984年7月27日（40歳） -）
- 所属年月日（福岡支社）：2004/11・星座／血液型：獅子座／A型・出身地：大分県大分市
- 身長／体重：170cm／60kg・趣味：温泉巡り、フットサル・特技：サウナと水風呂・得意なスポーツ：サッカー・好きな食べ物：プリン、グラタン
- 取得免許：普通自動車免許、大分県温泉マイスター検定、別府八湯温泉道名人認定、豊後高田そば打ち検定2段

竹尾 悠兵（たけお ゆうへい、1983年2月21日（42歳） -）
- 所属年月日（福岡支社）：2004/08・星座／血液型：魚座／A型・出身地：大分県玖珠郡九重町
- 身長／体重：163cm／73kg・趣味：ゴルフ・特技：そば打ち、なわとび・得意なスポーツ：バスケットボール・好きな食べ物：焼き肉
- 取得免許：普通自動車免許、MTVロック検定3級、豊後高田そば打ち検定2段
- 持ちギャグに「ベストやないか!」があり、ハロー大分（テレビ大分）では竹尾がリポーターを務める「ベストな中継」というコーナーがある。

## 略歴
元ブラックモンキーの首藤と元ピン芸人の竹尾が福岡吉本のNSC養成所で出会い、コンビ結成。
大分県のよしもと住みます芸人を務めており、テレビ番組、ラジオ番組のMC・レギュラーを務め、観光大使にも任命。イベント等で活動している。
2013年に出演した第5回沖縄国際映画祭のビーチステージにて、「JIMOT CM COMPETITON ファイナル」でグランプリを受賞した。
2016年には、南侑李が監督を手掛けた『雲の街』など映画にも出演。
2016年・2018年にM-1グランプリ3回戦出場。

## 出演
テレビ
- れじゃぐる（大分朝日放送）(首藤)
- いいやん大分（大分放送）(首藤)
- ひるドキッおおいた（大分ケーブルテレコム）(野良レンジャー)
- サタデーパレット（テレビ大分）(竹尾)
- チーキーズ a GoGo！（BSよしもと）（野良レンジャー）

特番
- わがまま!気まま!旅気分 東九州道開通記念 ファンキー加藤×住みます芸人の大分熱応援ツアー（2016年4月29日）[6]テレビ大分 出演：ファンキー加藤、野良レンジャー
- おんせん県おおいたおもてなし神対応 朝日放送（2017年1月5日）出演[7]：勝俣州和、野良レンジャー
- JOKER DXファン感謝祭 結果、調子に乗ってやっちゃいました。 大分朝日放送（2017年3月19日）出演：石塚英彦（ホンジャマカ）、首藤将太
- OBS大分放送開局65周年特別番組「Oー1グランプリ」（2017年11月9日）出演：野良レンジャー
- JOKER DXファン感謝祭 結果、調子に乗って生放送もやっちゃいました。 大分朝日放送（2018年3月18日）出演：黒木啓司（EXILE・EXILE THE SECOND）、原西孝幸（FUJIWARA）、首藤将太
- JOKER DXファン感謝祭結果、調子に乗ってまたまた生放送もやっちゃいました。 大分朝日放送（2019年3月31日）出演：青柳翔（劇団EXILE）、野性爆弾、=LOVE、首藤将太
- 令和初のJOKERDXファン感謝祭～みんなJOKERファミリーになっちゃいなよ～　大分朝日放送（2019年9月8日）出演：IMALU、マギー、野良レンジャー
- 『わがまま！気まま！旅気分』BSフジ（2020年1月11日）放送、テレビ大分（2020年1月2日）放送　出演：竹尾悠兵
- 『Oita Asobi Base 芸人たちのリモート夜会』第1夜(2020年6月12日)・第2夜(2020年6月19日)　大分朝日放送〔11:15〜11:45〕放送　メインMC:首藤将太　下野紗弥(大分朝日放送アナウンサー)　出演：くっきー!（野性爆弾）、大地洋輔（ダイノジ）、松尾駿（チョコレートプラネット）、ナダル（コロコロチキチキペッパーズ）
- 『アインシュタインとB女芸人の九州リモートデート』(2020年11月28日)大分朝日放送〔15:35〜16:30〕放送　大分県スタジオと吉本興業東京本社をリモートで繋ぎデートを放送。九州五局ネットで放送された。

　メインMC:首藤将太　下野紗弥アナウンサー　出演：アインシュタイン、誠子（尼神インター）、山崎ケイ（相席スタート）
- 『又吉先生、ココで新作どうですか！？勝手に大分ロケハン旅！』(2021年9月11日)フジテレビ系　九州・沖縄ブロックネット　出演：又吉直樹(ピース (お笑いコンビ))、向井 慧(パンサー (お笑いトリオ))、、白石花恋（「美少女図鑑AWARD2021」グランプリ）、小西綾音（テレビ大分アナウンサー）、野良レンジャー

テレビ過去の出演番組
- ハロー大分（テレビ大分）(首藤・竹尾)
- ゆ〜わくワイド&News（テレビ大分）(隔週出演、首藤)
- ぱちタウンTV（テレビ大分）(首藤)
- ケンイチ（BS日テレ）
- スパーク オン ウェイヴ（テレビ大分）
- キンコンカンコン（大分ケーブルテレコム）(首藤)
- JOKER DX（大分朝日放送）(首藤)
- スパーク魂（テレビ大分）(ナレーション出演、竹尾)
- とりまラジオ（大分ケーブルテレコム）（OBSラジオと同時放送）
- JOKER EX（大分朝日放送）(首藤)
- 素臼（臼杵ケーブルテレビ）(首藤)
- 金様の鍵（大分朝日放送）(竹尾)

ラジオ
- フライトPark ～ 出発時刻は夕方4時30分！（OBSラジオ）（竹尾）

過去のラジオ
- BINGO（OBSラジオ）
- おーい!タタタ!（OBSラジオ）(竹尾)
- OITAえんむす部（FM大分）

- とりまラジオ（OBSラジオ）
- VERY BEST PARK（パークプレイス大分）

学園祭
- 九州保健福祉大学（2019年11月2-3日）出演：野良レンジャー、COWCOW、おばたのお兄さん
- 日本文理大学（2018年10月13-14日）出演：野良レンジャー、インポッシブル、おばたのお兄さん
- 日本文理大学（2017年10月14-15日）出演：野良レンジャー、しずる、コロコロチキチキペッパーズ
- 大分大学医学部（2017年10月7-8日）出演：野良レンジャー、インパルス、エハラマサヒロ
- 大分県立看護科学大学（2017年5月13日）出演：野良レンジャー、尼神インター
- 大分県立芸術文化短期大学（2016年10月29-30日）出演：野良レンジャー、フルーツポンチ、シソンヌ、馬鹿よ貴方は
- 日本文理大学（2016年10月15-16日）出演：野良レンジャー、渡辺直美、ロバート、バイク川崎バイク
- 大分大学医学部（2016年10月7-8日）出演：野良レンジャー、NON STYLE、フルーツポンチ
- 日本文理大学（2014年10月18-19日）出演：野良レンジャー、インパルス、なかやまきんに君
- 大分県立看護科学大学（2014年5月17-18日）出演：野良レンジャー、フルーツポンチ、ガリガリガリクソン
- 日本文理大学（2013年10月19-20日）出演：野良レンジャー、トレンディエンジェル、しずる

映画　
- 雲の街（2016年）DESCHAMPS Yanis Alexandre、久高三奈、廣瀬あかり、佐藤哲夫（パンクブーブー）、野良レンジャー、監督：南侑李、Khamkerd Watcharainthorn

CM
- NHK BSプレミアム「ふるさとパワーを映像に ～沖縄国際映画祭 地域CMコンクール～」 沖縄国際映画祭 地域CMコンクール
- 2013年に出演した第5回沖縄国際映画祭のビーチステージにて、「JIMOT CM COMPETITON ファイナル」でグランプリ
- OITAえんむす部物語

動画
- 大分 110番の適切な利用、1分10秒の動画で大分県警察[8]
- ファミリーマート×吉本興業[9]

イベント
- 大分佐伯ダイノジの寄席　(2018年3月31日)　出演：ダイノジ、野良レンジャー　SPゲスト・次長課長

## 大使就任
- OITAえんむす部部長、筆頭部員(大分県知事より委嘱)大地洋輔（ダイノジ）と野良レンジャー任命
- 『萬弘寺PR宣隊 かえんかレンジャー』萬弘寺の市実行委員会
- 豊後高田『昭和の町お笑い観光大使（豊後高田市）
- 豊後高田 そば大使（豊後高田そば生産組合）
- 大野川合戦まつり応援隊（大野川合戦まつり実行委員会）
- 竹田市すっぽんPR美肌スポネ大使（竹田市長湯温泉）
- 乾しいたけ大使（大分県椎茸農業協同組合）
- 花火大使（豊後大野市犬飼町）
- 中津市観光領事（中津市）
- 別府駅前通商店街及び別府ブルーバード会館PR大使（別府駅前通商店街振興組合・別府ブルーバード会館）